# Bo Lüning
Bo Knut Erik Lüning, född den 7 november 1912 i Strängnäs, död den 16 oktober 2001 i Halmstad, var en svensk militär.
Lüning avlade studentexamen 1931 och officersexamen vid Karlberg 1934. Han blev fänrik vid Skånska trängkåren sistnämnda år, löjtnant där 1936 och kapten där 1942. Lüning genomgick Krigshögskolan 1941–1943, var lärare vid Trängofficersskolan 1944–1945 och tjänstgjorde vid Arméstabens trängavdelning 1946–1948. Han befordrades till major 1953 med placering som bataljonschef vid Göta trängregemente i Skövde till 1955 och därefter åter vid Skånska trängregementet i Hässleholm till 1965. Lüning befordrades till överstelöjtnant 1960. Han var överste och chef för Göta trängregemente 1965–1967 samt befälhavare i Kalmar-Växjö försvarsområde 1967–1973. Lüning blev riddare av Svärdsorden 1953.